# Шаса, Айше
Айше Шаса (тур. Ayşe Şasa, 1 января 1941, Стамбул — 16 июня 2014, Стамбул) — турецкая сценаристка и писательница.

## Биография
Родилась в 1941 году в Стамбуле в семье богатого бизнесмена. Как её отец, так и мать были потомками черкесов, мигрировавших в Османскую империю. В детстве у Айше были няни, они были немками, поскольку в то время среди богатых турок считалось престижным иметь нянь из Германии или Франции.
В школе считалась плохой ученицей, тем не менее, при поступлении в американский лицей для девочек, который позднее был переименован в Роберт-колледж, она стала одной из лучших по результатам вступительного экзамена.
В 1960-х годах увлеклась модными в то время в Турции социалистическими идеями. Благодаря этому она познакомилась с Атиллой Токатлы и Селахаттином Хилавом, которые в свою очередь познакомили её с писателем Кемалем Тахиром, оказавшим на неё большое влияние.
Примерно в этот же период начала писать сценарии для фильмов студии «Ешилчам». Будучи на тот момент социалисткой, сознательно отказалась от семейных богатств и пыталась обеспечивать себя сама, но результат оказался плачевным: работа сценаристки не приносила много денег. На это наложились конфликты с родственниками, не одобрявшими ни увлечения Айше социалистическими идеями, ни её замужества за режиссёром-социалистом Атиллой Толкатлы, с которым у неё к тому же довольно быстро наступил разлад, приведший к разводу.
Одним из немногих успехов Айше в этот период стало написание сценария к фильму Атыфа Йылмаза «О, прекрасный Стамбул» (тур. Ah Güzel İstanbul). Постоянные конфликты, окружавшие Айше в этот период, вызвали у неё нервную болезнь, выбившую её из колеи на долгие годы.
В период болезни увлеклась суфизмом. Толчком к этому, видимо, послужило знакомство с трудами философа Ибн Араби. В процессе изучения суфизма Айше общалась с Исметом Озелем, Сезаи Каракочем, Исмаилом Карой, Мустафой Кутлу, Махмутом Эролом Кылычем.
Написала две книги мемуаров «Bir Ruh Macerası» и «Delilik Ülkesinden Anılar», сборник рассказов «Yeşilçam Günlüğü», а также фантастический роман «Şebek Romanı».
Умерла от рака 16 июня 2014 года.

### Личная жизнь
Трижды была замужем. Первым её супругом был симпатизировавший, как на тот момент и сама Айше, социалистическим идеям режиссёр Атилла Толкатлы. Их брак был несчастливым и продлился недолго. Вторым супругом Айше стал режиссёр Атыф Йылмаз. Со временем они развелись. В третий раз она вышла замуж за Бюлента Орана, он, как и предыдущие два её супруга, был режиссёром.